# 腓特烈·威廉二世 (拿騷-錫根)
腓特烈·威廉二世（荷蘭語：Frederik Willem II，1706年11月11日—1734年11月11日），末代拿騷-錫根親王，腓特烈·威廉一世·阿道夫的長子。

## 家庭
1728年，腓特烈·威廉與塞恩-維特根施泰因-霍亨斯坦伯爵奧古斯特·大衛的女兒索菲·波呂克塞娜·康科爾迪婭（Sophie Polyxena Concórdia）結婚，兩人共有三個女兒：
1. 夏洛特·索菲亞（1729年—1759年）
2. 瑪麗亞·艾蕾諾拉·康科爾迪婭（1731年—1759年）
3. 卡塔里娜·安娜（1734年—1759年）